# The Allman Brothers Band
The Allman Brothers Band (укр. Гурт братів Оллменів)  — американський рок-гурт, утворений 1969 року у місті Джексонвіль, штат Флорида братами Дуейном Оллменом (засновник, слайд-гітара та соло-гітара) та Греггом Оллменом (вокал, клавішні, написання пісень), а також Дікі Беттсом (соло-гітара, вокал, написання пісень), Бері Оклі (бас-гітара), Бутчем Траксом (ударні) та Джеєм Джонні «Джамой» Джоханссоном (ударні). Згодом, базуючись у Мейконі, штат Джорджія, гурт поєднав елементи блюзу, джазу та кантрі, а їхні живі виступи містили імпровізацію та інструментал в стилі джем-бенду.
Перші два студійні релізи гурту, «The Allman Brothers Band» (1969) і «Idlewild South» (1970) не досягли комерційного успіху, але їх «живий» реліз 1971 року, At Fillmore East, став художнім і комерційним проривом. Альбом містить розширені рендеринги їхніх пісень «In Memory of Elizabeth Reed» і «Whipping Post», і вважається одним з найкращих концертних альбомів, коли-небудь створених.
Дуейн Оллмен та Бері Оклі померли в аваріях у 1971 та 1972 роках відповідно. Гурт був розпущений в 1976 році, ненадовго відновлена в кінці десятиліття з додатковими кадровими змінами та знову розпущена в 1982 році. У 1989 році гурт знову об'єднався, випустивши низку нових альбомів і багато гастролюючи. Гурт остаточно був розпущений в жовтні 2014 року після останнього виступу в Beacon Theatre.
Бутч Тракс та Грегг Оллман померли у 2017 році. Гурт випустив сім золотих та чотири платинових альбоми та був введений в Залу слави рок-н-ролу в 1995 році. Rolling Stone поставив їх на 52-е місце у своєму списку 100 найкращих виконавців усіх часів у 2004 році.

## Біографія
Брати Оллмени виростали у Дейтона Біч, штат Флорида, де 1963 року ввійшли до складу місцевого гурту The House Rockers, a 1964 утворили власний — Allman Joys. У його складі вони зробили перші записи, які пізніше потрапили на платівку «Early Allman». 1966 року у місті Декатер штату Алабама вони ненадовго приєднались до гурту Five Minutes. 1967 та 1968 року брати виступали у лос-анжелеському гурті студійних музикантів The Hour Glass. 3 цим гуртом вони записали два альбоми, до яких увійшло кілька композицій Грегга Оллмена. 1968 року Оллмени також взяли участь у записі альбому джексонвільського гурту 31st Of February. Того ж року Дуен влаштувався у відомій студії «Fame», де взяв участь у студійних сесіях багатьох зірок блюзу і соулу, таких як Вілсон Пікетт, Арета Френклін, Кінг Кертіс.
Утворений у 1969 році братами гурт The Allman Brothers швидко здобув славу як той, що досконало виступає «наживо», а їх два перші альбоми, «The Allman Brothers Band» та «Idlewild South», презентували сильне захоплення блюзом та збуджуючий ритм, хоча не вдались комерційно. Однак найкраще гурт проявив себе на подвійному альбомі «Live At The Fillmore East» (Capricorn Records), що зафіксував їх виступ 1971 року у нью-йоркському залі «Fillmore East», a 22-хвилинний твір «Whipping Post» з цієї платівки та сьогодні залишається одним з найкращих імпровізаційних творів в історії року. Великий успіх цієї роботи зробив з The Allman Brothers супер-зірок, а Дюена запросив Ерік Клептон для участі у записі альбому «Layla…» гурту Derek & The Dominoes, де перший презентував свою майстерну гру на гітарі технікою «slide». Гітарний дует Оллмена з Клептоном у заголовній композиції став найкращим досягненням Дюена серед його записів поза власним гуртом. Кар'єра Дуейна Оллмена була перервана 29 жовтня 1971 року в автокатастрофі.
Інші учасники The Allman Brothers завершили роботу над альбомом «Eat A Peach», до якого ввійшли як студійні, так і концертні записи. Склад гурту поповнився другим піаністом Чаком Лівеллом (Chuck Leaved), але 11 листопада 1972 року в автокатастрофі загинув Беррі Оклі. Стиль гурту став рішуче злагодженим, що знайшло своє відображення на альбомі 1973 року «Brothers & Sisters» (присвячений Оклі), а особливо на синглі «Ramblin» Man", що походив з цього альбому.
Творча сила гурту почала згасати, коли її учасники захопилися власними проєктами. Грегг Оллмен та Дікі Беттс розпочали сольні кар'єри, а Лівелл, Джоансон та новий басист Лейтар Вільям (Lamar Williams), що замінив Оклі, утворили формацію Sea Level. 1975 року Грегг одружився з Шер (щоправда, він з нею розлучився 1979 року), а навесні 1976 року гурт The Allman Brothers Band остаточно розпався через внутрішні негаразди після судового процесу про продаж наркотиків, на якому Грегг дав свідчення проти їхнього менеджера концертних турне Джона «Скутера» Геррінга. В результаті Геррінг отримав 75 років ув'язнення. Однак з часом колеги Грегга змінили свою думку стосовно нього і в жовтні 1978 року The Allman Brothers відродили свою діяльність у такому складі: Г.Оллмен, Беттс, Джохенсон, Трало, Ден Тоулер (Dan Toler) — гітара та Девід Голдфліс (David Goldflies) — бас. Записаний ними перший альбом «Enlightened Rogues» після дворічної перерви приніс гурту комерційний успіх, але наступними роботами цього повторити не вдалося.
1981 року гурт залишив Джоенсон, а замість нього прийшли Девід «Френкі» Тоулер (David «Frankie» Toler) — ударні та Майк Лоулер (Mike Lawler) — клавішні, а незабаром повернувся і Лівелл. Однак 1982 року The Allman Brothers знову припиняють свою діяльність.
1987 року після чотирирічної перерви Грегг повертає до життя свою Gregg Allman Band і видає сольний альбом «I'm No Angel», який досяг тридцятого місця американського чарту.
1989 року у свій 20-річний ювілей з дня утворення, The Allman Brothers збираються знову, цього разу у такому складі: Г.Оллмен, Беттс, Джохенсон, Транс, Воррен Гейнз (Warren Haynes) — гітара, Джонні Ніл (Johnny Neal) — клавішні та Аллен Вуді (Allen Woody) — бас.
1991 року музиканти здобули титул «Comeback Of The Year» («Повернення року») за опитуванням журналу «Rolling Stone», а Грегг Оллмен зіграв у фільмі «Rush» режисера Лілі Фіні Занук. 20 січня 1993 року The Allman Brothers Band виступили під час церемонії інаугурації президента Білла Клінтона у вашингтонському «Shoreham Hotel». У 1994 році вийшла наступна студійна робота гурту — альбом «Where It All Begins» разом з виступом виступ на «Вудсток'94».
Гурт випустив свій останній студійний запис Hittin' the Note у 2003 році, який отримав схвалення критиків. Гурт продовжував гастролювати протягом 2000-х, залишаючись одним з найкращих гастрольних гуртів, регулярно залучаючи понад 20 000 шанувальників. У 2012 році Allman Brothers започаткували власний музичний фестиваль The Peach, на якому представлено багато пов'язаних виконавців і багато жанрів на додаток до двох виступів The Allman Brothers. Гурт остаточно був розпущений в жовтні 2014 року після останнього виступу в Beacon Theatre. Концерт складався з трьох сетів, які містили переважно музику з їхніх перших п'яти альбомів, без запрошених музикантів.

## Дискографія
- 1969: The Allman Brothers Band
- 1970: Idlewild South
- 1971: At Fillmore East
- 1972: Eat A Peach
- 1973: Brothers & Sisters
- 1973: Beginnings
- 1973: Early Allman
- 1975: Win, Lose Or Draw
- 1975: The Road Goes On Forever
- 1976: Wipe The Windows, Check The Oil, Dollar Gas
- 1979: Enlightened Rogues
- 1980: Reach For The Sky
- 1981: Brothers Of The Road
- 1981: The Best Of The Allman Brothers Band
- 1989: Dreams
- 1990: Seven Turns
- 1990: Live At Ludlow Garage 1970
- 1991: Shaded Of The Worlds
- 1992: An Evening With The Allman Brothers Band
- 1993: The Fillmore Concerts
- 1994: Where It All Begins
- 1995: An Evening with the Allman Brothers Band: 2nd Set
- 2000: Peakin' at the Beacon
- 2003: Hittin' the Note
- 2004: One Way Out

### Duane & Gregg Allman
- 1973: Duane & Gregg

### Gregg Allman
- 1973: Laid Back
- 1974: The Gregg Allman Tour
- 1977: Rayin' Up A Storm
- 1977: Allman & Woman: Two The Hard Way (разом з Шер)
- 1987: I'm No Angel
- 1988: Just Before The Bullets Fly

### Duane Allman
- 1972: An Anthology
- 1974: An Anthology Volume 2
- 1981: The Best Of Duane Allman

### Dickey Betts
- 1974: Highway Call
- 1977: Dickie Berts & The Great Southern (разом з власним гуртом The Great Southern)
- 1978: Atlanta's Burning Down (разом з власним гуртом The Great Southern)
- 1988: Pattern Disruptive (разом з власним гуртом Dickey Berts Band)

### The Hour Glass
- 1967: The Hour Glass
- 1968: Power Of Love

### Sea Level
- 1977: Sea Level
- 1978: Cats On The Coast
- 1978: On The Edge
- 1979: Long Walk On A Short Pier
- 1980: Ball Room

## Склад гурту
До першого складу гурту входили:
- Грегг Оллмен (Gregg Allman), повне ім'я Грегорі Ленуар Оллмен (Gregory Lenoir Allman) — вокал, орган, фортепіано (1969—1976, 1978—1982, 1986, 1989—2014);
- Дюен Оллмен (Duane Allman), повне ім'я Ховард Дюен Оллмен (Howard Duane Allman) — гітара (1969—1971);
- Дікі Беттс (Dickey Berts), справжнє ім'я Форрест Річард Беттс (Forrest Richard Berts) — гітара, вокал (1969—1976, 1978—1982, 1986, 1989—2000);
- Беррі Оклі (Berry Oakley), повне ім'я Реймонд Беррі Оклі (Raymond Berry Oakley) — бас (1969—1972);
- Джеймо Джоенні Джоенсон (Jaimoe Johanny Johanson), справжнє ім'я Джон Лі Джонсон (John Lee Johnson) — ударні (1969—1976, 1978—1980, 1986, 1989—2014);
- Бутч Тракс (Butch Trucks), справжнє ім'я Клод Хадсон Транс (Claude Hudson Trucks) — ударні (1969—1976, 1978—1982, 1986, 1989—2014).